# 535
سنة 535 م (بالأرقام الرومانية: DXXXV) كانت سنة بسيطة تبدأ يوم الإثنين (الرابط يظهر نموذج الجدول الزمني الكامل للسنة) من التقويم اليولياني. بدأت تسمية السنة ب535 منذ العصور الوسطى المبكرة، عندما أصبح تقويم أنو دوميني هو الأسلوب السائد في أوروبا لتسمية السنوات.

## أحداث
- بداية الحرب القوطية في 535 والتي انتهت في 554.

## مواليد
- النابغة الذبياني شاعر عربي عاش في العصر الجاهلي والمسمى عصر ماقبل الإسلام
- سيجيبيرت الأول

## وفيات
- أمالاسونثا
- الإمبراطور أنكان
- يوحنا الثاني